# Liisa Savijarvi
Liisa Savijarvi, kanadska alpska smučarka, * 29. december 1963, Bracebridge, Ontario, Kanada.
Nastopila je na Olimpijskih igrah 1984, kjer je bila deveta v veleslalomu in osemnajsta v smuku. Na Svetovnem prvenstvu 1985 je dosegla deseto mesto v veleslalomu. V svetovnem pokalu je tekmovala pet sezon med letoma 1983 in 1987 ter dosegla eno zmago in še tri uvrstitve na stopničke. V skupnem seštevku svetovnega pokala je bila najvišje na dvanajstem mestu leta 1986, ko je bila tudi druga v superveleslalomskem in peta v smukaškem seštevku.